# Collocaliini
Las salanganas y vencejos de cueva (Collocaliini) son una tribu de aves apodiformes de la familia Apodidae. Comprende cuatro géneros: Aerodramus, Hydrochous, Schoutedenapus y Collocalia, y contiene unas treinta especies, la mayoría confinadas en el sur de Asia, las islas del sur del Pacífico y el nordeste de Australia, todas dentro de las regiones tropicales y subtropicales. Son, en muchos aspectos, miembros típicos de la familia Apodidae, al tener alas estrechas para el vuelo rápido, así como una amplia apertura bucal y un pico reducido y rodeado de cerdas para atrapar insectos en vuelo. Lo que distingue a muchas de sus especies —aunque no a todas— del resto de los vencejos —y, de hecho, de casi todas las demás aves—, es su capacidad para usar un tipo de ecolocalización —simple, pero efectiva— para navegar en total oscuridad entre las simas y corredores de las cuevas, donde descansan por la noche y se reproducen. Muchas especies utilizan su saliva viscosa para pegar los diversos materiales de construcción de sus nidos, y una pocas especies los construyen en su totalidad de hilos de saliva. Estos nidos son recolectados por el ser humano para elaborar la famosa sopa de nido de ave de la cocina china.

## Descripción y ecología
La familia Apodidae sigue siendo uno de los grupos de aves más complicados en la investigación taxonómica, pero la tribu de las salanganas es un grupo bastante bien definido. Su sistemática interna es confusa; el plumaje es usualmente opaco con tonalidades de negro, castaño, y gris; en su apariencia externa la mayoría de las especies son muy similares. Las salanganas tienen cuatro dedos, excepto la salangana papú, la que carece del hallux (dedo trasero). Las piernas son muy cortas, e impiden que las aves se posen, pero les permiten colgarse de superficies verticales. El vuelo es principalmente planeado debido a las plumas primarias muy largas y músculos pectorales muy pequeños. La más grande de las salanganas Aerodramus pesa unos 14 g y son de 10 cm de largo.
Las salanganas son insectívoras. Sus presas más abundantes son los himenópteros y dípteros (Lourie & Tompkins, 2000). Típicamente, salen de la cueva durante el día para alimentarse y vuelven a su dormitorio en la noche. Machos y hembras se ven similares; como es usual en tales casos, estas aves son monógamas y ambos miembros de la pareja toman parte en el cuidado de la cría. Los machos realizan exhibiciones aéreas para atraer a las hembras y el apareamiento ocurre en el nido. La estación de reproducción se superpone con la estación de lluvias, lo que corresponde con un incremento de la población de insectos. El tamaño de la nidada depende del lugar y la fuente de alimentos, pero generalmente no es grande: las salanganas Aerodramus ponen 1-2 huevos. Los huevos son de color blanco opaco y son puestos con dos días de diferencia. Muchas si no todas son anidantes coloniales; algunas construyen sus nidos en lo alto, en esquinas oscuras de las paredes de las cuevas. Las salanganas de las zonas templadas sí migran, pero la mayoría de las salanganas Aerodramus viven en la región tropical indo-pacífica y no migran. Estas aves usualmente permanecen en una cueva u otro sitio de dormitorio y anidación. Algunos ejemplos de cuevas incluyen las Cuevas Niah del parque nacional Niah y el parque nacional Gunung Mulu los cuales están localizados en Sarawak, en la parte malaya de Borneo.
El género Aerodramus es de especial interés debido a su uso de ecolocalización y sus nidos complejamente construidos de saliva, que en algunas especies no contienen ningún otro material como plumas, musgos ni ramillas, y son colectados y vendidos a elevados precios (véase sopa de nido de golondrina). Se ha argumentado que la alta demanda de estos nidos puede haber tenido un efecto en sus poblaciones (Hobbs, 2003; Marcone, 2005),  pero otras autoridades  (Jordan, 2004) han mostrado que las técnicas modernas de producción de nidos han incrementado la población de aves.
El uso de la ecolocalización fue usado una vez para la separación de Aerodramus de los géneros que no ecolocalizan  Collocalia y Hydrochous (virtualmente no se conoce nada sobre Schoutedenapus).  Pero, recientemente, la salangana pigmea (Collocalia troglodytes) fue descubierta haciendo ruidos cliqueantes dentro y fuera de su cueva (Price et al., 2004). Características del comportamiento tales como qué materiales, aparte de la saliva, contienen los nidos, pueden usarse para diferenciar entre ciertas especies de Aerodramus (Lee et al., 1996).

## Ecolocalización
Se enseñaba que el género Aerodramus era el único ecolocalizador entre las salanganas. Estas aves usan la ecolocalización para localizar su sitio dormitorio en las oscuras cuevas. A diferencia de la ecolocalización de los murciélagos, las salanganas Aerodramus hacen ruidos cliqueantes que están bien dentro del alcance auditivo de los humanos. Los clics consisten de dos pulsos de banda amplia (3-10 kHz) separados por una ligera pausa (1-3 milisegundos). Los periodos interinpulsos (PIPs) son variados dependiendo del nivel de luz; en las situaciones más oscuras el ave emite PIPs cortos, a medida que los obstáculos se vuelven más difíciles de ver y en las cercanías de la salida de la cueva se detectan PIPs más largos. Este comportamiento es similar al de los murciélagos cuando se aproximan a su objetivo. Las aves también emiten una serie de clics bajos seguidos por un llamado cuando se aproximan al nido; presumiblemente para advertir a las aves cercanas para que se alejen de su ruta.  Se piensa que los clics dobles se usan para discriminar entre aves individuales. Aerodramus sawtelli (salangana de las Cook ) y  Aerodramus maximus (salangana nidonegro) son las únicas especies que se conoce que emiten un solo un clic. El uso de un solo clic podría estar asociado con un cambio evolutivo en las salanganas del Pacífico oriental; la determinación de cuántos clics emite la salangana de las Marquesas (Aerodramus ocistus) podría aclarar este asunto. Se descubrió también que tanto la salangana de las Cook como la salangana papú (Price et al., 2005) emiten clics mientras se alimentan afuera al oscurecer; lo último ocurre posiblemente solo en esas circunstancias si se tiene en cuenta que éstas no anidarían nunca en cuevas. Tal comportamiento no se conoce en ninguna otra especie  (Fullard, 1993) pero es bastante posible que ocurra dado que estas dos especies no tienen relación cercana. Sin embargo, se ha determinado recientemente que las vocalizaciones de la ecolocalización no concuerdan con la relación evolutiva entre las especies de salanganas como sugiere la comparación de secuencias de ADN (Thomassen & Povel, 2006). Est sugiere que como en los murciélagos, los sonidos de ecolocalización, una vez presentes, se adaptan rápidamente e independientemente a los ambientes acústicos particulares de las especies.
Se consideran tres hipótesis para describir como evolucionó la ecolocalización en el género Aerodramus, y como se ha determinado recientemente, en otros taxones de Apodidae. Una hipótesis plantea que la ecolocalización evolucionó de una especie ancestral de salangana y fue perdida en los géneros que carecen de ecolocalización. Una segunda hipótesis es que la ecolocalización evolucionó independientemente varias veces. El tercer escenario involucra la combinación de los dos primeros, es decir un escenario de adquisición-pérdida-readquisición.
Se necesitan varias subunidades funcionales (como los músculos vocales y las áreas del cerebro) para producir un sistema de ecolocalización. Los estudios pasados han enseñado que la pérdida de una de estas subunidades fue más probable de que ocurriera que la ganancia de todas los rasgos necesarios para ecolocalizar. Pero un estudio reciente (Thomassen et al., 2005) sugiere que las subunidades de ecolocalización estaban ubicadas principalmente en el sistema nervioso central, mientras que las subunidades en el aparato vocal estaban ya presentes y capacitadas para usarse incluso antes de que la ecolocalización evolucionara. Este estudio apoya la segunda hipótesis de evolución independiente de la ecolocalización en Aerodramus y Collocalia, con la evolución subsiguiente de los complejos comportamientos necesarios para complementar el sistema de ecolocalización física, o incluso el tercer enfoque, dado que las partes del aparato vocal del sistema de ecolocalización podría incluso ser heredado de algún ancestro nocturno prehistórico.

## Uso culinario
La sopa de nido de ave auténtica se hace con los nidos de alguna especies de salanganas, principalmente de los nidos de la salangana nidoblanco (Aerodramus fuciphagus) y de la salangana nidonegro  (Aerodramus maximus). En vez de ramitas, plumas y paja, estas salanganas hacen su nido solo de hebras de su saliva gomosa, la cual endurece al exponerse al aire. Una vez que se recolectan los nidos, se limpian y se venden a restaurantes. Existe la creencia en China de que el comer la materia del nido de salanganas ayuda a mantener el tono de la piel, el equilibrio del qi ("energía vital") y refuerza el sistema inmunológico. Se cree también que fortalece los pulmones y previene la tos, mejora la constitución y prolonga la vida. El valor nutricional de 100 g de nido seco incluye 49,9 g de proteína soluble (incluidos nitrógeno amido, nitrógeno monoamino, nitrógeno no amino, arginina, humina, histidina, lisina y cisteína), 30,6 g de carbohidratos (glicoproteína y mucina), 4,9 g de hierro, 2,5 g de sales inorgánicas (incluidas potasio, sodio, calcio, magnesio, azufre, fósforo, silicio y otros elementos traza), y 1,4 g de fibra.
La energía contenida en 100 g de nido de salangana es de 345 kcal. Los nidos son hervidos a fuego lento en caldo de pollo.
La auténtica sopa de nido de salangana es bastante popular por toda Asia y es también extremadamente cara. Muchos restaurantes occidentales sirven versiones menos caras consistentes de sopa con nódulos conformados para parecer nidos de salangana.

## Ecología de las cavernas
El guano de las salanganas así como de los muchos murciélagos que habitan las cuevas sostienen una enorme comunidad de animales especializados que se alimentan del estiércol. Pero hay otras criaturas que han evolucionado para alimentarse de los comedores de estiércol así como de los murciélagos y salanganas mismas, incluidas serpientes que trepan las escarpadas paredes para atrapar una comida al paso y enormes grillos carnívoros que depredan en las crías de salanganas y murciélagos. Este ecosistema de fauna de cavernas es auto sostenido, el único vínculo con el exterior son las aves y murciélagos que traen los nutrientes al interior de la caverna como comienzo de la cadena alimentaria.
La municipalidad filipina de El Nido, conocida por sus acantilados calcáreos y playas prístinas es la fuente de un próspero mercado de nidos de aves. El nombre español de El Nido proviene de este producto. Muchas personas de la localidad todavía practican el escalado a mano de las cuevas calizas para colectar nidos de salanganas.

## Especies
La salangana papú es aparentemente más cercana a la salangana gigante que al resto de las otras especies del género Aerodramus y probablemente estaría mejor en un género separado (Price et al., 2005), mientras que Thomassen et al. (2005) abogan por reunir todas las salanganas en Collocalia. Schoutedenapus es uno de los géneros de aves menos conocidos.
- Género Collocalia
  - Collocalia esculenta, salangana lustrosa
    - Collocalia cyanoptila,  salangana de  Borneo[2]
    - Collocalia (esculenta) marginata, salangana de rabadilla gris[2]
    - Collocalia nitens,[2]

  - Collocalia linchi, salangana linchi
  - Collocalia troglodytes, salangana chica
- Género Aerodramus
  - Aerodramus elaphrus, salangana de Seychelles
  - Aerodramus francicus, salangana de las Mascareñas
  - Aerodramus unicolor, salangana malabar
  - Aerodramus mearnsi, salangana filipina
  - Aerodramus infuscatus, salangana moluqueña
  - Aerodramus hirundinaceus, salangana montana
  - Aerodramus spodiopygius, salangana culiblanca
  - Aerodramus terraereginae, salangana australiana
  - Aerodramus brevirostris, salangana del Himalaya
  - Aerodramus rogersi, salangana indochina
  - Aerodramus vulcanorum, salangana de volcán
  - Aerodramus whiteheadi, salangana de Whitehead
  - Aerodramus nuditarsus, salangana tarsidesnuda
  - Aerodramus orientalis, salangana de Guadalcanal
  - Aerodramus palawanensis, salangana de Palawán
  - Aerodramus salangana, salangana de la Sonda
  - Aerodramus vanikorensis, salangana de Vanikoro
  - Aerodramus pelewensis, salangana de las Palau
  - Aerodramus bartschi, salangana de Guam
  - Aerodramus inquietus, salangana de las Carolinas
  - Aerodramus manuoi, salangana mangaia (prehistórica)
  - Aerodramus sawtelli, salangana de las Cook
  - Aerodramus leucophaeus, salangana polinesia
  - Aerodramus ocistus, salangana de las Marquesas
  - Aerodramus maximus, salangana nidonegro
  - Aerodramus fuciphagus, salangana nidoblanco  
    - Aerodramus (fuciphagus) vestitus, salangana de rabadilla castaña

  - Aerodramus germani, salangana de German
  - Aerodramus papuensis, salangana papú —probablemente un género distinto—

- Género Hydrochous
  - Hydrochous gigas, salangana gigante

- Género Schoutedenapus
  - Schoutedenapus myoptilus, vencejo de Shoa
  - Schoutedenapus schoutedeni, vencejo del Congo